# Everybody (EP Shinee)
Everybody è il quinto EP della boy band sudcoreana Shinee, pubblicato nel 2013.

## Tracce
1. Everybody – 4:09
2. Symptoms (상사병) – 3:49
3. Queen of New York (빗 속 뉴욕) – 3:19
4. One Minute Back (1분만) – 3:43
5. Destination – 3:40
6. Close the Door (닫아줘) – 4:01
7. Colorful – 4:07